# مرسيدس بنز دبليو 180
مرسيدس بنز دبليو 180 (بالإنجليزية: Mercedes-Benz W180)‏ هي سيارة من صناعة مرسيدس بنز أنتجت في 1954 وتوقف إنتاجها في 1959.

## معرض صور

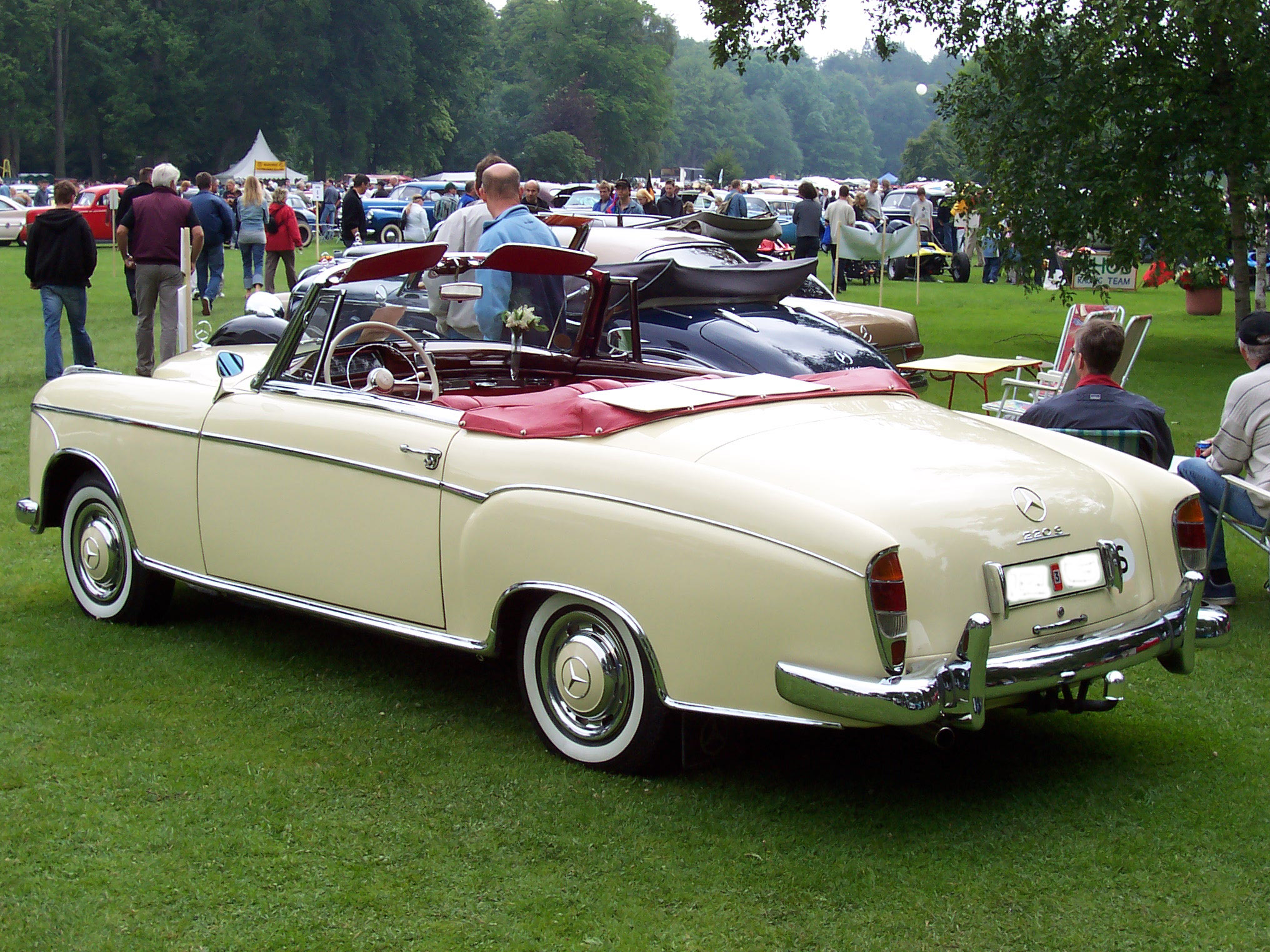
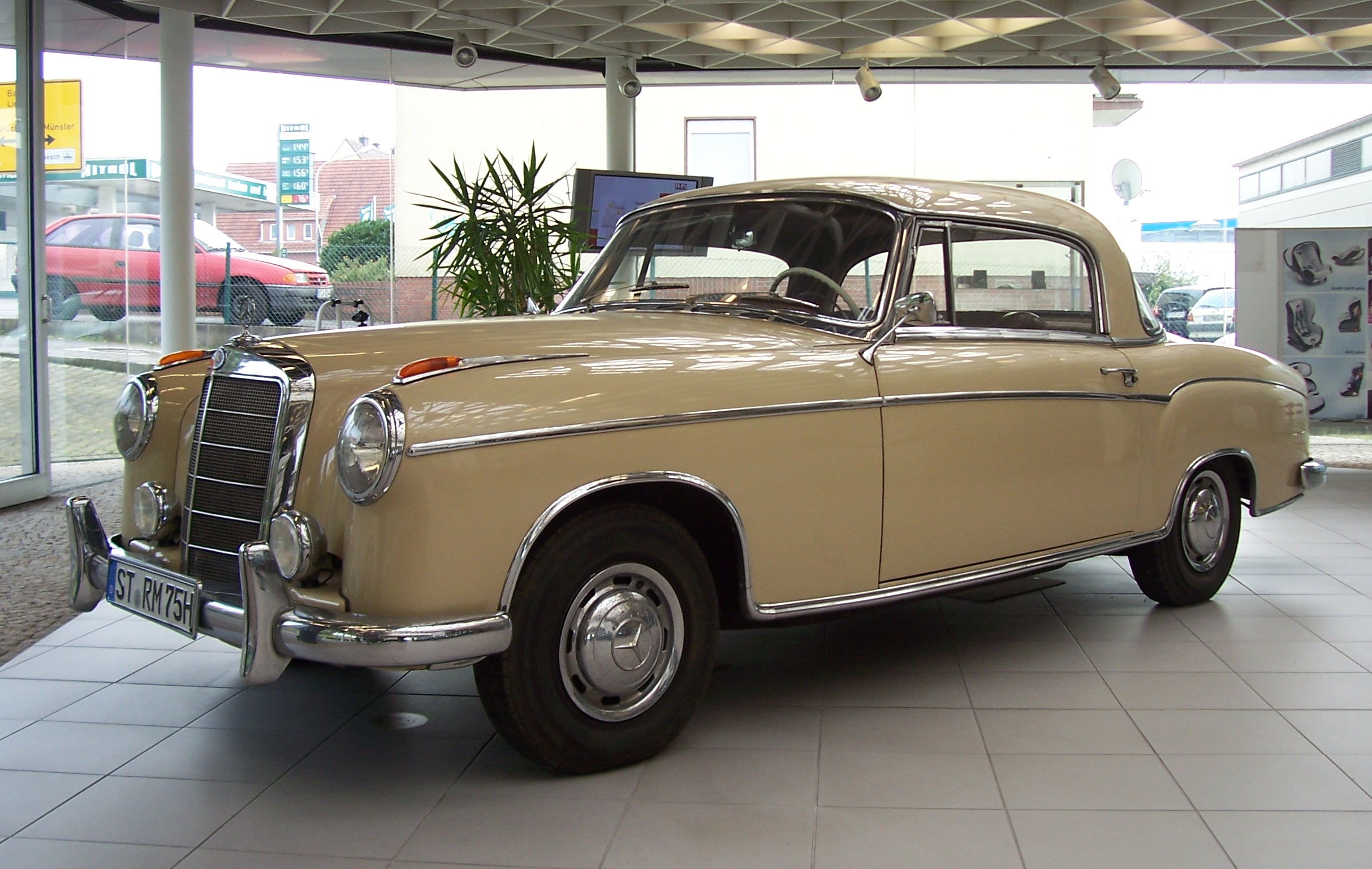
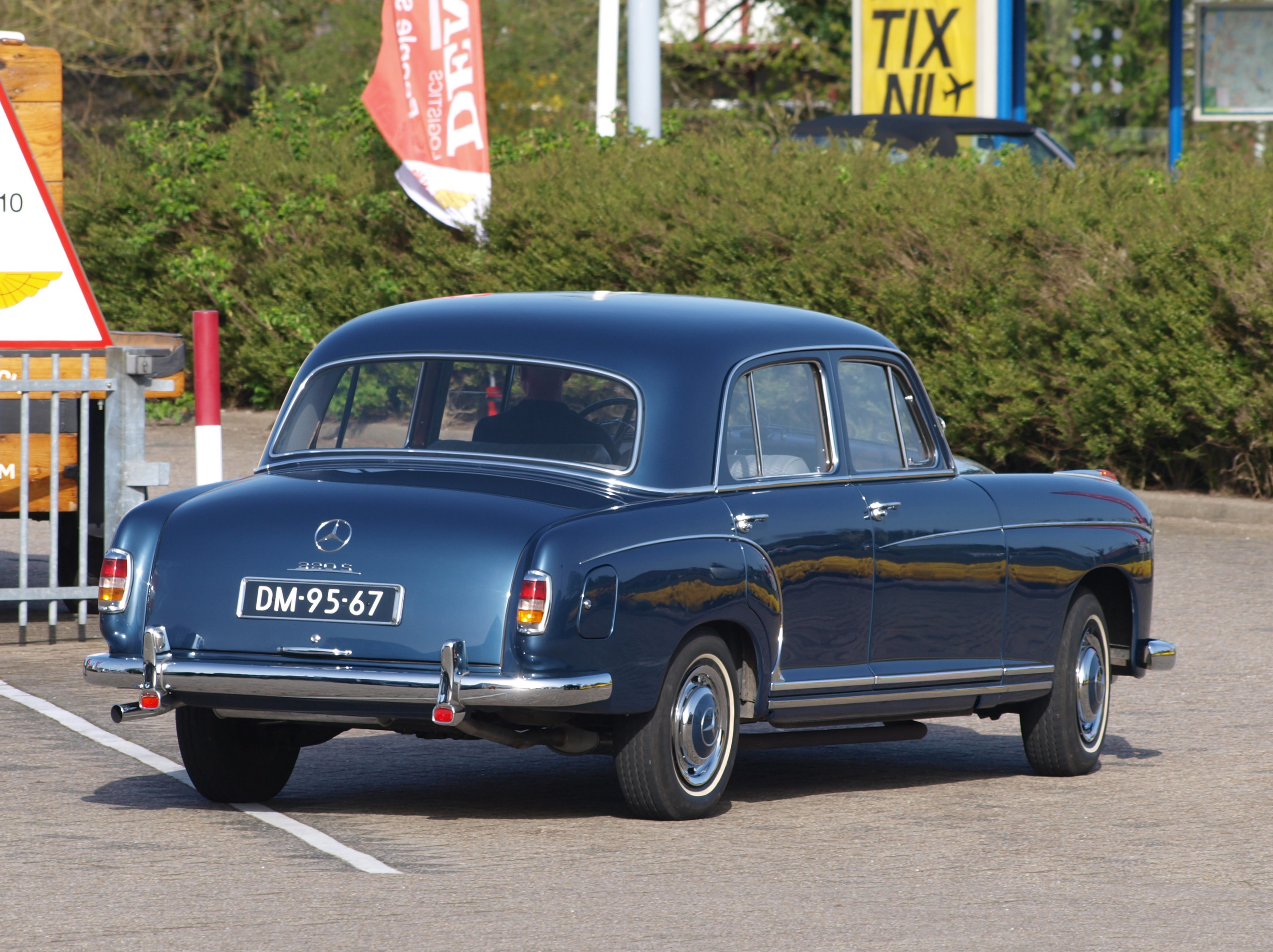